# Stachanorema
Stachanorema är ett släkte av urinsekter. Stachanorema ingår i familjen Isotomidae.
Kladogram enligt Catalogue of Life:
| Stachanorema | \| \| Stachanorema arnaudi \| \| \| \| \| \| Stachanorema contra \| \| \| \| \| \| Stachanorema tolerans \| \| \| \| |
|              | \| \| Stachanorema arnaudi \| \| \| \| \| \| Stachanorema contra \| \| \| \| \| \| Stachanorema tolerans \| \| \| \| |
|              | Stachanorema arnaudi                                                                                                 |
|              | |
|              | Stachanorema contra                                                                                                  |
|              | |
|              | Stachanorema tolerans                                                                                                |
|              | |